# Jebel Faya

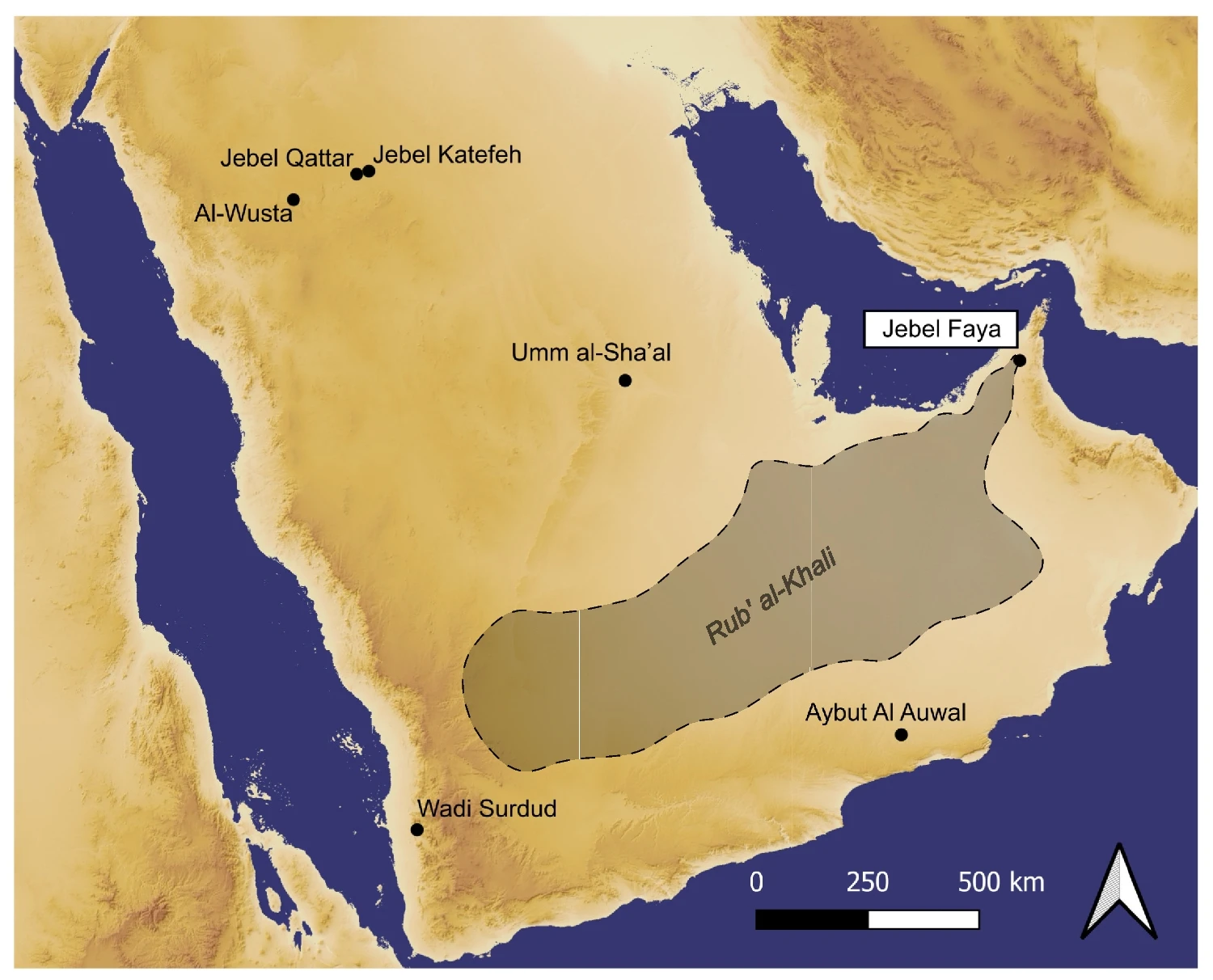
Lage der Fundstätte an der Straße von Hormus (rechts)

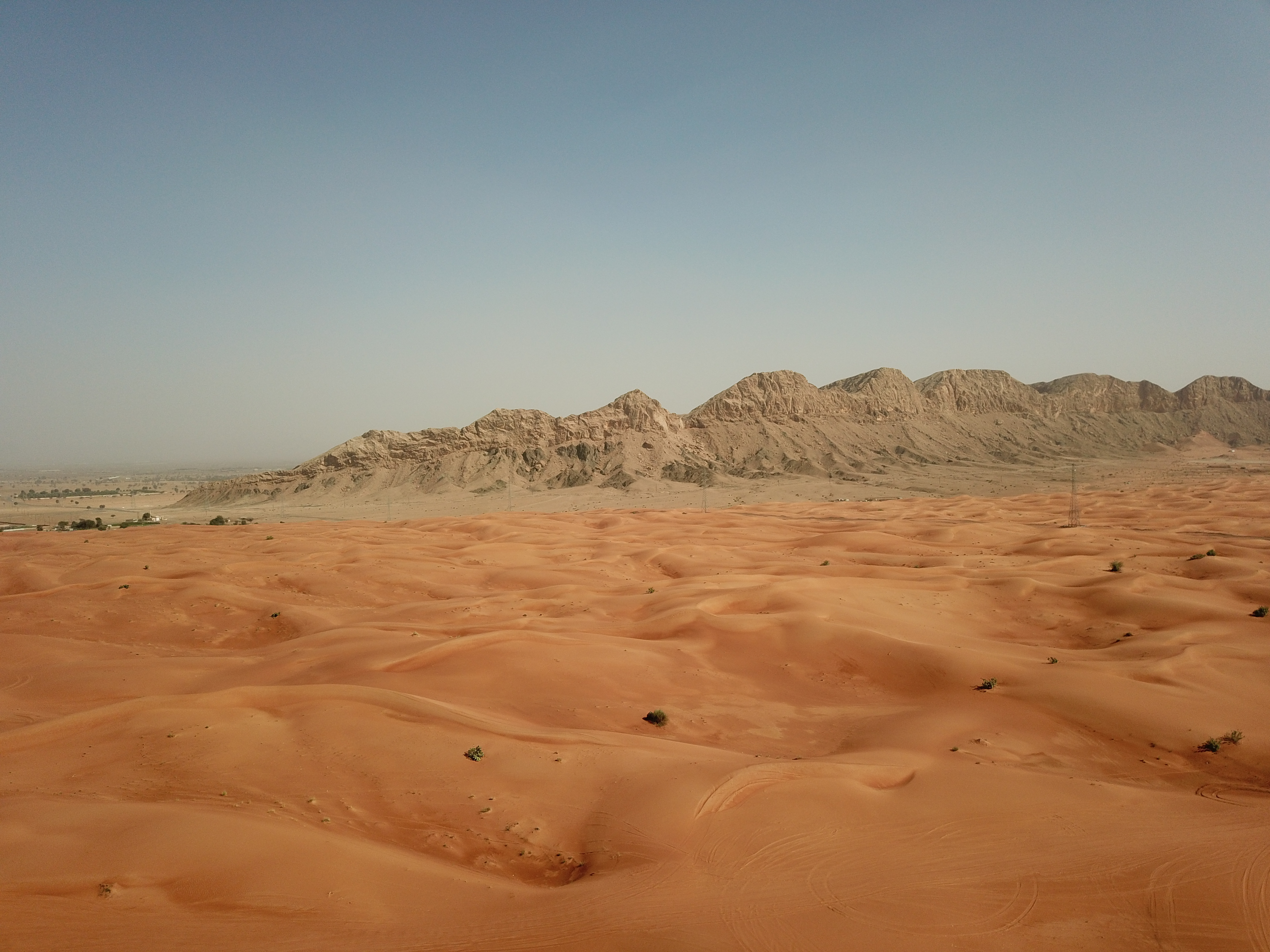
Höhenzug des Jebel Faya

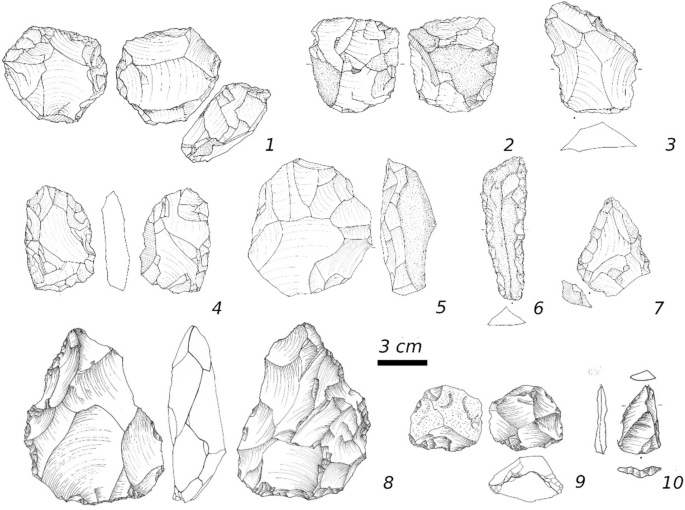
Artefakte, rund 135.000 Jahre alt

Jebel Faya (arabisch جبل الفاية, DMG Ǧabal al-Fāya) ist eine archäologische Fundstätte im Emirat Schardscha, einem Mitglied der Föderation der Vereinigten Arabischen Emirate, im Osten der Arabischen Halbinsel. 2011 wurden aus der Fundstelle FAY-NE1 geborgene Steinwerkzeuge beschrieben, deren Alter bis zu 125.000 Jahren beträgt. Sie gehören damit zu den ältesten Belegen für die Anwesenheit des anatomisch modernen Menschen (Homo sapiens) außerhalb Afrikas und galten damals zudem als ältester Beleg für einen „südlichen Ausbreitungsweg“ des Menschen – neben jenem entlang von Nil und Ostküste des Mittelmeers durch die Levante – von Afrika nach Europa und Asien.
Die Faya-Paläolandschaft wird seit 2023 auf der Vorschlagsliste für die Anerkennung als Welterbe in den Vereinigten Arabischen Emiraten durch die UNESCO geführt.

## Erforschung
Namensgebend für die Fundstätte Jebel Faya („Faya-Berg“) ist ein so bezeichneter, rund zehn Kilometer langer, in Nord-Süd-Richtung verlaufender Höhenzug aus Kalkstein, der sich bis auf 350 Meter Höhe erhebt (25.119°N 55.847°E). Die Fundstätte liegt jeweils 55 Kilometer entfernt vom Golf von Oman und vom Persischen Golf, unmittelbar südlich der Straße von Hormus. Die Fundstelle FAY-NE1 (auch: Jebel Faya 1) ist eine Halbhöhle auf rund 180 Meter Höhe am nordöstlichen Ende des Höhenzugs; sie ist rund 20 Meter breit und 5 Meter tief.
Erste Ausgrabungen fanden in und außerhalb der Höhle zwischen 2003 und 2010 statt. In dieser Zeit wurden rund 150 Quadratmeter Fläche untersucht und mehrere Siedlungsschichten – voneinander getrennt durch sterile Schichten – nachgewiesen, die der Eisenzeit, der Bronzezeit, der Jungsteinzeit und der Altsteinzeit zugeordnet wurden. Mit Hilfe der optisch stimulierten Lumineszenz (OSL) wurden drei voneinander unabhängige Datierungen für die altsteinzeitliche Fundschicht veranlasst, die 2011 ein Alter von 127.000 ± 16.000, 123.00 ± 10.000 und 95.000 ± 13.000 Jahren ergaben: Die damals ältesten Funde von Hinterlassenschaften des anatomisch modernen Menschen in dieser Region, in der seinerzeit ein feuchteres Klima herrschte als heute.
2022 wurden aus insgesamt vier Schichten Steinwerkzeuge beschrieben und diese Schichten ebenfalls per OSL datiert, mit folgendem Ergebnis: 212.000 ± 19.000, 172.000 ± 10.000, 135.000 ± 9.000 und 123.000 ± 10.000 Jahre. Angemerkt wurde, dass diese Phasen nachweislicher Anwesenheit von Menschen nicht mit ausgeprägt feuchtem Klima korrelieren.

## Belege
1. 1 2 3  Simon J. Armitage et al.: The Southern Route ‚Out of Africa‘: Evidence for an Early Expansion of Modern Humans into Arabia. In: Science. Band 331, 2011, S. 453–456, doi:10.1126/science.1199113
 Out of Africa – früher als bisher angenommen. Auf: idw-online vom 27. Januar 2011.
2. ↑  Faya Palaeolandscape auf der Vorschlagsliste für die Anerkennung als UNESCO-Welterbe.
3. ↑  Knut Bretske et al.: Multiple phases of human occupation in Southeast Arabia between 210,000 and 120,000 years ago. In: Scientific Reports. Band 12, Artikel-Nr. 1600, 2022, doi:10.1038/s41598-022-05617-w.